# Pierre Dupuis
Pierre-Léon Dupuis alias Pierre Dupuis (* 2. November 1929 in Dieppe; † 27. Dezember 2004) war ein französischer Comiczeichner.

## Werdegang
Nach dem Studium veröffentlichte Pierre Dupuis 1950 seine erste Comicgeschichte. Auf Empfehlung von Paul Gillon folgte im gleichen Jahre eine Anstellung bei Vaillant. Für andere Verlage entstanden in der Folge unzählige Kurzgeschichten und Serien.
Auch in Belgien wurde Dupuis beschäftigt. Für Onkel Paul entstanden 27 Kurzgeschichten. Die erste Geschichte stammte von René Goscinny, die anderen von Octave Joly. Als Nachfolger von Albert Uderzo zeichnete er Le mystère du dragon noir, die zweite Episode von Marco Polo, die in La Libre Junior erschien und von Joly geschrieben wurde. Außerdem half er Uderzo in Belloy aus.
Später bearbeitete Pierre Dupuis vermehrt historische Stoffe und zeichnete im Bereich des  Erwachsenencomics.

## Werke
- 1952–1965: Onkel Paul
- 1954: Marco Polo
- 1955–1956: Les grands noms de l’histoire de France
- 1958: Belloy
- 1974–1985: Der II. Weltkrieg in Bildern
- 1981–1984: Les grands capitains
- 1986–1987: Fils du Dragon
- 1990–1994: L’aventure olympique